# Artère perforante de la cuisse
Les artères perforantes de la cuisse sont trois artères du membre inférieur situées dans la cuisse. Elles portent le nom de perforante car elles traversent le plan des muscles adducteurs pour atteindre l'arrière de la cuisse.

## Origine
Les artères perforantes de la cuisse sont des branches de l'artère profonde de la cuisse.
La première artère perforante naît au-dessus du muscle court adducteur, la seconde devant celui-ci et la troisième immédiatement au-dessous de celui-ci.

## Première artère perforante
La première artère perforante passe en arrière entre le muscle pectiné et le muscle court adducteur, elle perce ensuite le muscle grand adducteur près de la ligne âpre.
Elle donne des branches aux muscles court et grand adducteurs, au muscle biceps fémoral et au muscle grand glutéal.
Elle s'anastomose avec les artères glutéale inférieure, circonflexes fémorales médiale et latérale et la deuxième artère perforante de la cuisse.

## Deuxième artère perforante
La deuxième artère perforante est plus grande que la première. Elle perce les tendons des muscles court et grand adducteurs courts, et se divise en une branche ascendante et une branche descendante, qui vascularisent les muscles de la loge fémorale postérieure.
Elles s'anastomosent avec la première et la troisième artère perforante.

## Troisième artère perforante
La troisième artère perforante traverse le muscle grand adducteur et se divise en branches qui vascularisent les muscles de la loge fémorale postérieure.
Elle s'anastomose en haut avec les artères perforantes supérieures, et en bas avec les artères de la fosse poplitée.

## Artères nourricières du fémur
Une des artères nourricières du fémur provient généralement de la deuxième artère perforante
Lorsqu'il existe deux artères nourricières du fémur, elles naissent généralement des première et troisième artères perforantes.